# Lowell Devils
Die Lowell Devils waren eine Eishockeymannschaft in der American Hockey League. Sie spielten zwischen 1998 und 2010 in der Tsongas Arena (6.500 Plätze) in Lowell, Massachusetts. Ihre Vereinsfarben waren rot, schwarz und weiß. Im Juni 2010 zog die Mannschaft nach Albany, New York um und nahm den Namen Albany Devils an.

## Geschichte
Gegründet wurde das Team 1998 unter dem Namen Lowell Lock Monsters als Farmteam der New York Islanders und der Los Angeles Kings, welche beide in der National Hockey League spielen. Ab der Saison 2001/02 waren sie das Farmteam der Carolina Hurricanes, 2004/05 teilte sich Carolina mit den Calgary Flames die Lock Monsters und 2005/06 teilten sie es sich mit der Colorado Avalanche. Während ihres Bestehens konnten sie bislang zweimal eine Division als bestes Team beenden (1999 und 2002), jedoch kamen sie in den Play-offs nie über die zweite Runde hinaus.
Im Jahr 2006 wurde das Franchise an die New Jersey Devils verkauft, die fortan die Geschicke des Teams leiteten. Nach vier Jahren beantragte die Teamleitung New Jerseys den Umzug der Lowell Devils nach Albany, New York und die Umbenennung in Albany Devils, um das Team geografisch näher an New Jersey zu legen. Die Liga gewährte den Antrag, da mit den Albany River Rats erst zum Ende der Saison 2009/10 ein Team die Stadt verlassen hatte.

## Saisonstatistik
| Saison  | GP | W  | L  | T  | OL | SOL | GF  | GA  | PTS | Platzierung                 | Play-offs          |
| 1998/99 | 80 | 33 | 32 | 13 | 2  | --  | 219 | 237 | 81  | 1. in der Atlantic Division | 1. Runde           |
| 1999/00 | 80 | 33 | 36 | 7  | 4  | --  | 228 | 240 | 77  | 3. in der Atlantic Division | 2. Runde           |
| 2000/01 | 80 | 35 | 35 | 5  | 5  | --  | 225 | 244 | 80  | 3. in der Atlantic Division | 1. Runde           |
| 2001/02 | 80 | 41 | 25 | 11 | 3  | --  | 229 | 209 | 96  | 1. im Norden                | 1. Runde           |
| 2002/03 | 80 | 19 | 51 | 7  | 3  | --  | 175 | 275 | 48  | Letzter im Norden           | Playoffs verpasst  |
| 2003/04 | 80 | 32 | 36 | 6  | 6  | --  | 208 | 242 | 76  | 6. in der Atlantic Division | Playoffs verpasst  |
| 2004/05 | 80 | 47 | 27 | 5  | 1  | --  | 242 | 190 | 100 | 3. in der Atlantic Division | 2. Runde           |
| 2005/06 | 80 | 29 | 37 | -- | 6  | 8   | 222 | 257 | 72  | 5. in der Atlantic Division | Play-offs verpasst |
| 2006/07 | 80 | 38 | 30 | -- | 6  | 6   | 212 | 220 | 88  | 5. Atlantic Division        | Play-offs verpasst |
| 2007/08 | 80 | 25 | 43 | -- | 7  | 5   | 183 | 270 | 62  | 7. Atlantic Division        | Play-offs verpasst |
| 2008/09 | 80 | 35 | 36 | -- | 2  | 7   | 213 | 243 | 79  | 6. Atlantic Division        | Play-offs verpasst |
| 2009/10 | 80 | 39 | 31 | -- | 4  | 6   | 239 | 232 | 88  | 4. Atlantic Division        | 1. Runde           |

Legende: GP = gespielte Spiele, W = gewonnene Spiele, L = verlorene Spiele, T = unentschiedene Spiele, OL = nach Verlängerung verlorene Spiele, SOL = nach Penalty-Schießen verlorene Spiele, GF = geschossene Tore, GA = kassierte Tore, PTS = Punkte

## Vereins-Rekorde
Tore: 38, Chuck Kobasew (2004/05)
Assists: 51, Eric Staal (2004/05)
Punkte: 77, Eric Staal (2004/05)
Strafminuten: 193, Dean Malkoc (1998/99)
Gegentore-Schnitt: 1.99, Cam Ward (2004/05)
Gehaltene Schüsse (%): 93.7, Cam Ward (2004/05)
Tore (Karriere): 77, Mike Zigomanis
Assists (Karriere): 114, Mike Zigomanis
Punkte (Karriere): 191, Mike Zigomanis
Strafminuten (Karriere): 256, Rich Brennan
Gewonnene Spiele eines Torhüters (Karriere): 41, Marcel Cousineau
Shutouts (Karriere): 6, Brent Krahn, Cam Ward
Spiele (Karriere): 254, Mike Zigomanis